# Fiestas de invierno de Ibi
Las fiestas de invierno o «Festes d'hivern» son un conjunto de actos que se celebran en Ibi (Alicante), entre los días 13 de diciembre y 6 de enero.

## Historia
Evolucionaron de lo que antiguamente se llamaban las Fiestas al Nacimiento del Niño Jesús, y entre sus actos encontramos manifestaciones locales como bailes, bandos, o una simbólica toma del poder local por un grupo llamado Els Enfarinats (enharinados), el acontecimiento más conocido de estas fiestas. Los primeros datos de organización de la fiesta son de 1797, aunque 200 años antes, en 1597, encontramos un acta del Consell que parece ubicar el origen del «Ball del Virrei».Las fiestas dejaron de celebrarse en 1957, y hasta 1979, cuando un grupo de personas las recuperaron, no volvieron a celebrarse.[cita requerida] Actualmente dicha fiesta goza de muy buena salud, y es muy conocida en Ibi y sus alrededores.

## Enfarinats
El acto más conocido es el que se celebra el 28 de diciembre: el Día de Els Enfarinats, y en el que dicho grupo de personas, normalmente de entre 10 y 15, todos hombres casados,  toman durante ese día el poder del pueblo, manteniendo contra la «oposición» una guerra de harina, huevos y pólvora. Se trata de un grupo jerarquizado, que dispone de juez, alcalde, aguacil o secretario, entre otros.
La tarde del 27 de diciembre, el municipio se prepara para lo que sucederá al día siguiente. Así, Els Amantats (enmantados) alertan a la ciudad la llegada de Els Enfarinats a la mañana siguiente. El 28 de diciembre, Día de los Santos Inocentes, se crean dos bandos, Els Enfarinats y la oposició. Los primeros ganan la batalla e instauran sus leyes, la Justícia Nova. De esta manera, los dos bandos luchan con harina y huevo como armas. Una vez se ha impuesto el gobierno ficiticio de Els Enfarinats, estos establecen una serie de leyes que deben ser cumplidas por los ciudadanos si no quieren terminar cubiertos de harina. Durante todo el día 28, no se puede caminar por la acera, la calzada, el tejado, al sol o a la sombra, y solo se puede avanzar con permiso de los enfarinats, y por ello se ponen multas. Estas imposiciones sirven para financiar diferentes espacios del municipio.
Esta fiesta tiene su origen en el 1862, año en el que se recoge en el libro de bandos una referencia a un gurpo llamado "els emmantats", una mención de lo que más tarde podrían ser Els Enfarinats. En ese momento, era una fiesta de la calle originada por los hombres casados del pueblo y trabajadores del campo. De esta forma, la fiesta de Els Enfarinats se celebró hasta 1936, cuando fue interrumpida por la Guerra Civil, y se recuperó en el 1951, viéndose interrumpida de nuevo en 1958. Finalmente, se volvió a celebrar en el año 1981 y ha continuado hasta el día de hoy.
Otras fuentes relacionan el origen de esta fiesta con las saturnales del Imperio Romano, celebraciones para festejar la llegada del invierno. Entre estas celebraciones, existía un día en el que los esclavos llevaban la iniciativa, quedando así registrada una referencia documental del año 1636, cuando se nombra la fiesta de Santa Lucía.
Numerosos medios de comunicación nacional acuden cada año a Ibi para informar de una de las fiestas más antiguas de la Comunidad Valenciana. Cuando finaliza la batalla, se da paso a los trajes regionales de ballaores y sanaors, además del desfile de Els Tapats, que se disfrazan con máscaras para no ser reconocidos y se vengan de Els Enfarinats con bailes y harina. Finalmente, se produce el ball del Virrei, en el que Els Enfarinats se retiran del gobierno y dejan paso a La Dansa, donde todos bailan como hermanos.

## Otros eventos
En algunos actos de estas fiestas se pueden ver las Danzas de Ibi, un repertorio de bailes antiguos y típicos de la villa, en el que los bailadores se distribuyen en dos grupos: Els Fadrins y Els Casats. Els Casats son los protagonistas del día 28, mientras que Els Fadrins lo son del día 30 de diciembre.
Otro evento destacado de las Fiestas de Invierno es la llegada de los Reyes Magosa a Ibi, que tiene el único monumento en Europa dedicado a los Reyes Magos. El día 4 de enero, Sus Majestades envían a su Heraldo personal al municipio y este recorre sus calles hasta la plaza de los Reyes Magos, donde se encuentra el monumento en su honor y donde el Heraldo recoge las cartas de los niños. El día 5, Melchor, Gaspar y Baltasar llevan a Ibi y, junto con sus "Paqueteros Reales", suben por los balcones a entregar los regalos.

## Reconocimientos
En julio de 2009, las Fiestas de Invierno de Ibi fueron declaradas Fiestas de Interés Turístico Autonómico. Además, una decena de fotografías de Els Enfarinats ganó en el 2017 el segundo premio del World Press Photo en la categoría de "Gente".